# Sonae Sierra Brasil
A Sonae Sierra Brasil foi uma empresa administradora de shopping centers do Brasil, responsável pelo desenvolvimento e gestão de centros de compras em todo o país. 
A companhia era cotada na bolsa de valores e tinha como principais acionistas a portuguesa Sonae Sierra e o investidor alemão Alexander Otto. 
A Sonae Sierra Brasil era proprietária de 9 empreendimentos no Brasil e administrava outros de terceiros. Eram, ao todo, 474,7 mil m² de Área Brutal Locável (ABL) e 2.103 lojas.  
Em agosto de 2019 se fundiu com a administradora Aliansce, formando a Aliansce Sonae, a maior administradora de shoppings do país. 

## Histórico

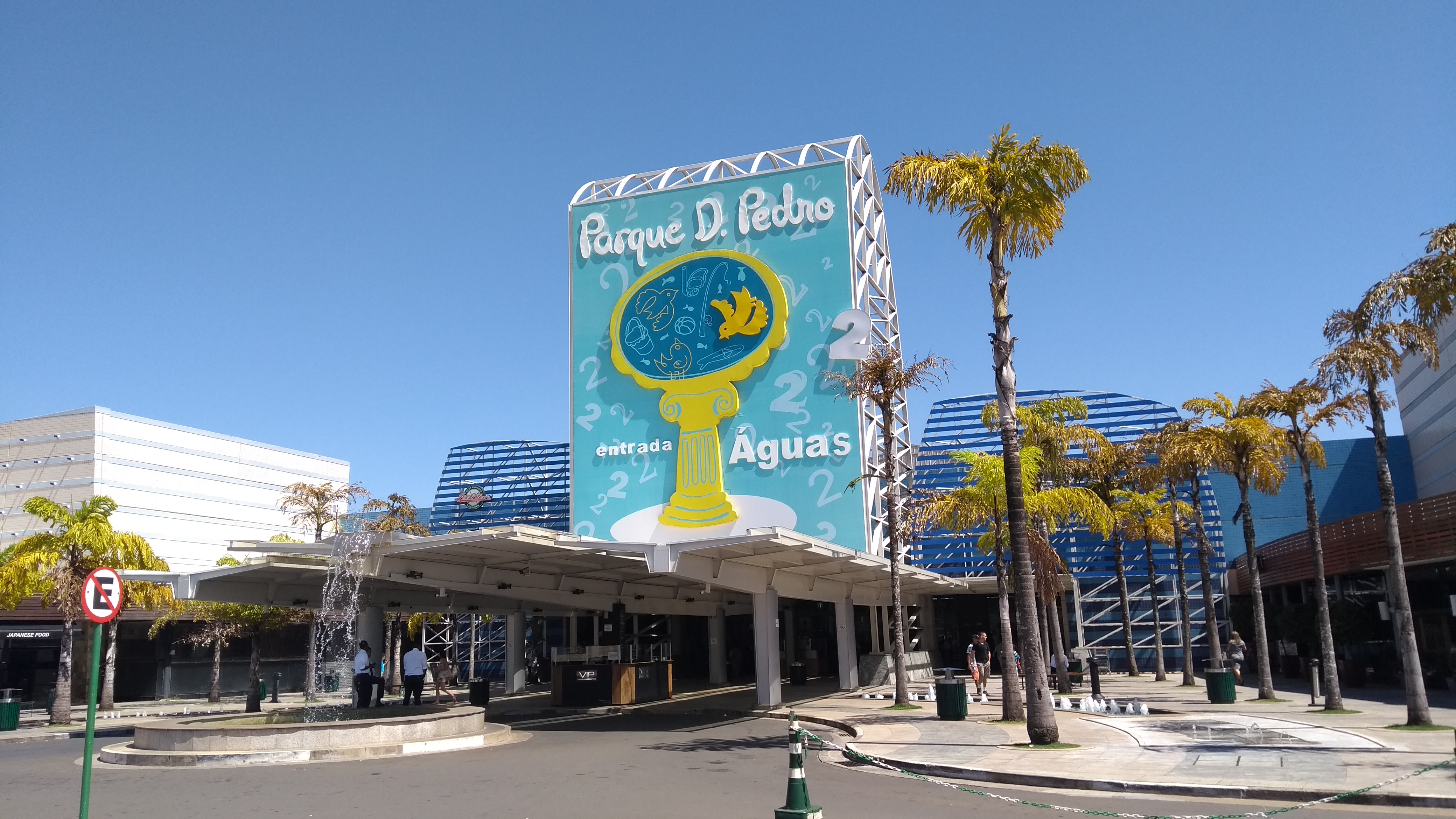
Uma das entradas principais do Parque D. Pedro Shopping, o maior shopping da empresa.

O primeiro shopping center da Sonae Sierra Brasil, foi o Parque Dom Pedro Shopping, situado em Campinas no estado de São Paulo, fundado em Março de 2002, o shopping center é um dos maiores do país, tendo o total de 122,8 mil m² de Área bruta locável e um dos que mais recebem visitantes mensalmente. 
Após a inauguração e o crescimento do Parque D. Pedro, a empresa começou a investir em outros shopping centers, fazendo sociedade com outras empresas e aumentando seu portfólio, passado tempo, a empresa começou a crescer nesse ramo e hoje é considerada uma das maiores e mais atuantes no mercado de shopping centers.
Em abril de 2004, a empresa inaugurou em São Paulo, o Boavista Shopping, com 15,9 mil m² de ABL e 114 lojas, em 2005, foi adquirida participação de 20% no Shopping Plaza Sul.
Em 7 abril de 2009 foi inaugurado em Manaus, capital do estado do Amazonas, o Manauara Shopping com 47,3 mil m² de ABL e 234 lojas.
Em março de 2012, inaugurado em Uberlândia no estado de Minas Gerais, o Uberlândia Shopping com 45 mil m² de ABL com 213 lojas.
Em outubro de 2013 a empresa inaugura em Goiânia - Goiás, o Passeio das Águas Shopping com 77 mil m² de ABL e 256 lojas, sendo o segundo maior shopping da empresa e o maior shopping do estado de Goiás em questão de ABL.
Em janeiro de 2016, foi firmado um acordo para venda do Shopping Boavista, localizado em São Paulo, capital.

## Antigos shoppings
- Shopping Plaza Sul - São Paulo/SP

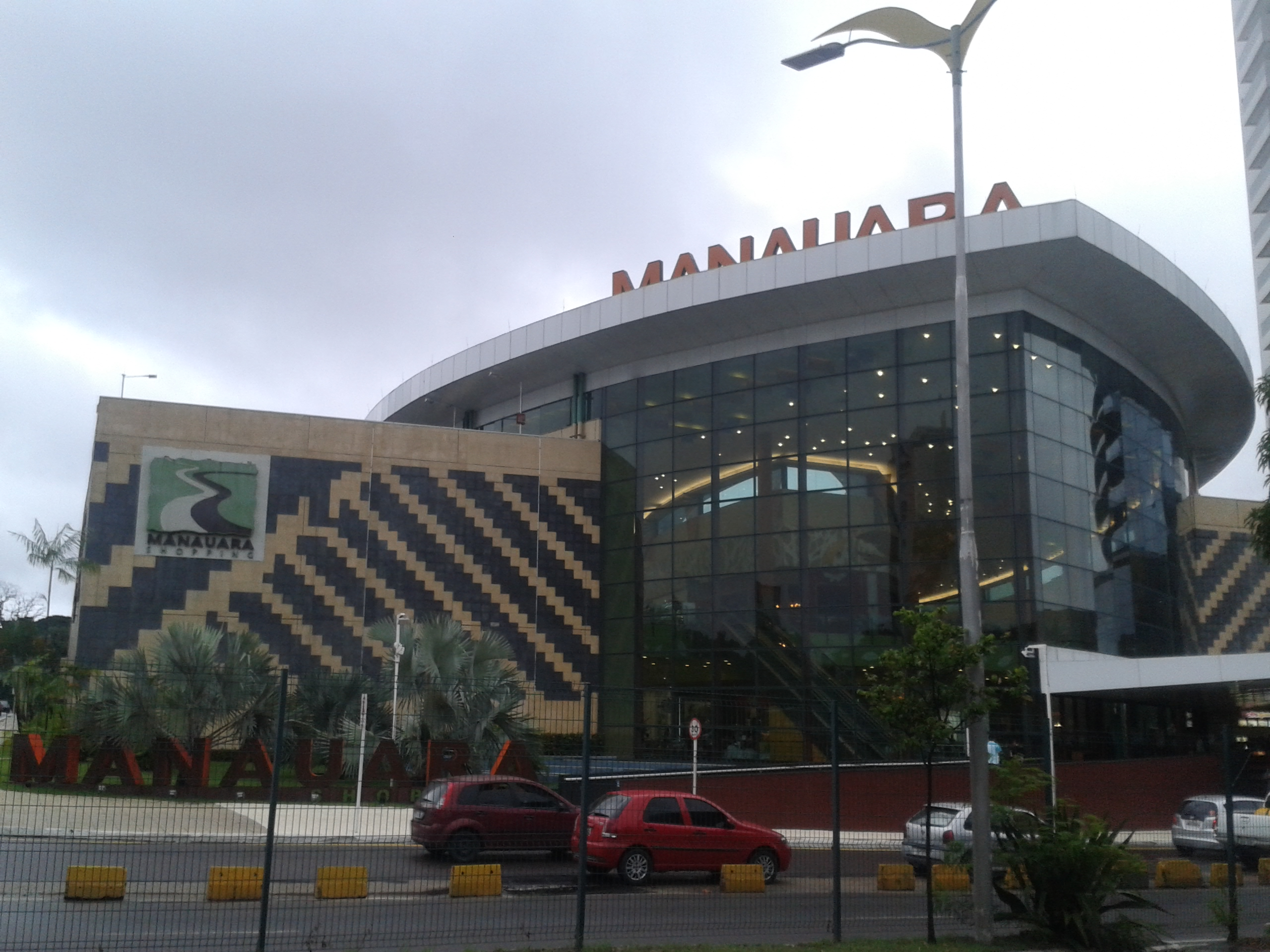
Frente do Manauara Shopping, o quinto maior shopping center da empresa, localizado em Manaus

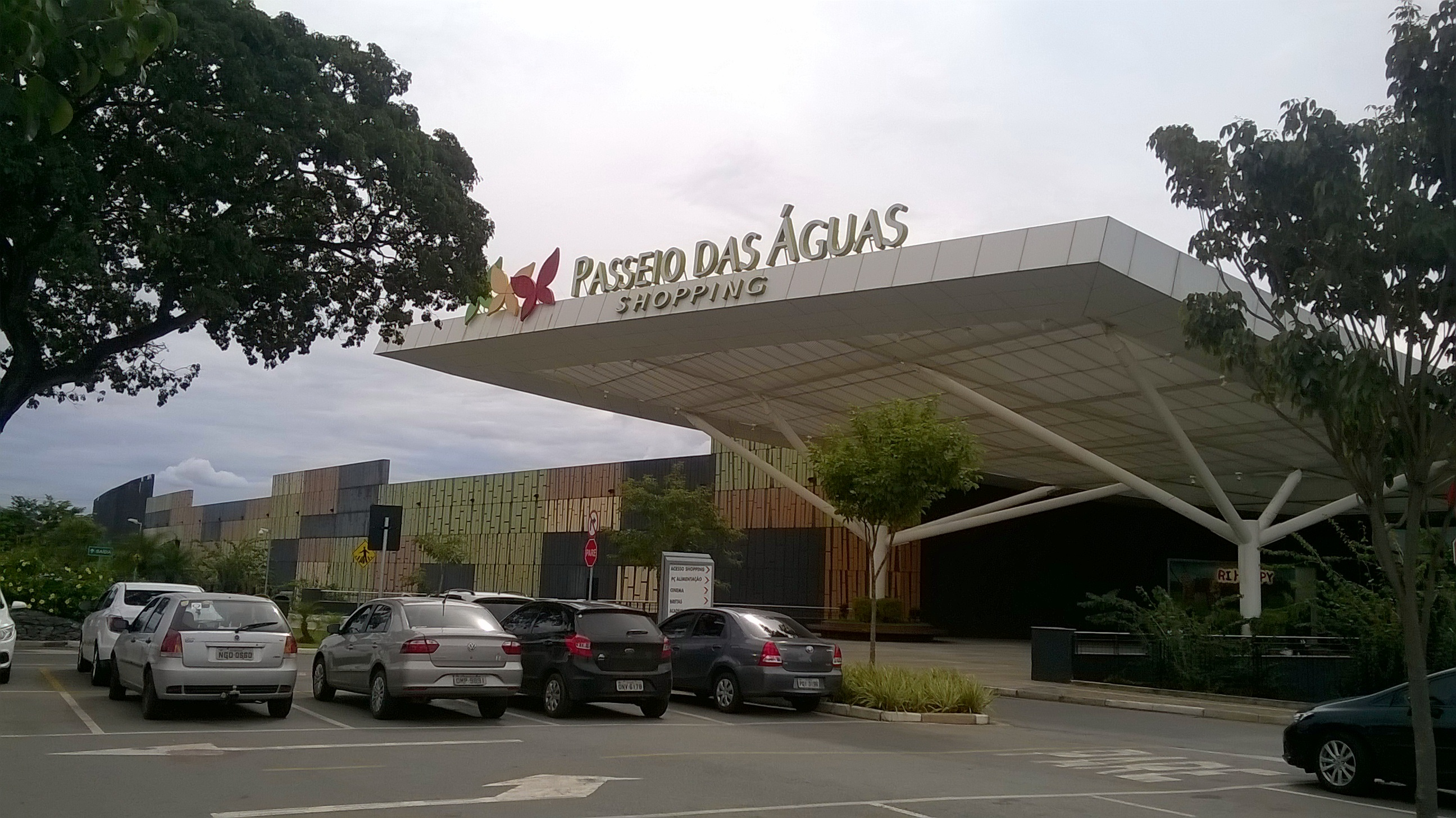
Frente do Passeio das Águas Shopping, o segundo maior shopping center da empresa, localizado em Goiânia

- Shopping Campo Limpo - São Paulo/SP
- Shopping Center Penha - São Paulo/SP
- Shopping Metrópole - São Bernado do Campo/SP
- Parque Dom Pedro Shopping - Campinas/SP
- Franca Shopping - Franca/SP
- Uberlândia Shopping - Uberlândia/MG
- Passeio das Águas Shopping - Goiânia/GO
- Boulevard Londrina Shopping - Londrina/PR
- Manauara Shopping - Manaus/AM

## Responsabilidade ambiental
A Sonae Sierra Brasil, em seu empreendimento Uberlândia Shopping, ganhou dois selos relacionado ao acervo de responsabilidade ambiental, os selos ISO 14001 e OHSAS
18001, ambas as certificações foram concedidas pela Lloyd´s Register Quality Assurance.

## Controvérsias
Em 2012, antes do lançamento do novo shopping center da empresa, o Passeio das Águas Shopping, houve diversas queixas por estudiosos que anunciaram os impactos ambientais que a construção do empreendimento poderia trazer. O shopping localiza-se a poucos metros do Córrego Caveirinha, um dos afluentes do Rio Meia Ponte. Ainda em 2012, afirmou, por meio de um comunicado, que "Todos os estudos sobre os impactos para a construção do shopping foram realizados e todas as licenças obtidas". Na mesma época, foi anunciado que a empresa custearia a construção de um parque em Goiânia e trabalharia na revitalização do córrego.

## Expansões
Em dezembro de 2015, a Sonae Sierra Brasil adiou a expansão do Franca Shopping para 2017, por problemas de crise financeira.
Na mesmo mês do adiamento, foi concluído expansão do Parque Dom Pedro Shopping, realizada uma nova entrada denominada de "Alameda", abrindo expansão para mais lojas e aumentando o total de ABL da empresa, e do shopping.